# Pogostemon pumilus
Pogostemon pumilus là một loài thực vật có hoa trong họ Hoa môi. Loài này được (Graham) Press miêu tả khoa học đầu tiên năm 1982.